# Somebody Stole My Gal

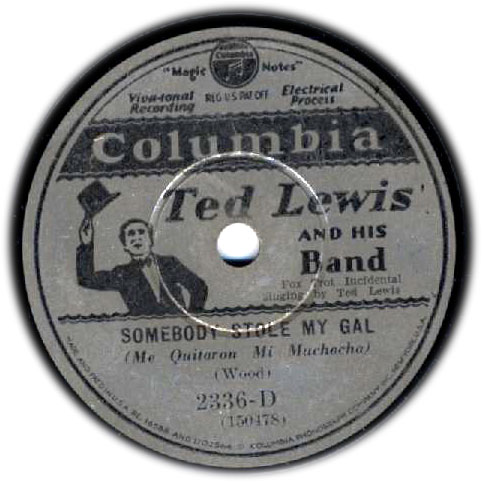
78er von Ted Lewis & His Orchestra: „Somebody Stole My Gal“, 14. Juni 1930, mit Muggsy Spanier und Jimmy Dorsey

Somebody Stole My Gal ist ein Popsong, den Leo Wood verfasste und 1918 veröffentlichte. Er wurde seitdem zu einem viel gespielten Jazzstandard und auch in Country- und Rockabillykreisen populär.

## Hintergrund
Der Songwriter Leo Wood (1882–1929) schrieb Somebody Stole My Gal bereits 1918; Florence Millett nahm ihn im selben Jahr auf. Bekannt wurde der Song jedoch in den Vereinigten Staaten erst mit der Instrumental-Aufnahme von Ted Weems (Victor 19212), der im Februar 1924 mit dem Song einen Nummer-eins-Hit hatte. 1931 war Ted Lewis mit der Uptempo-Nummer (Columbia 2336) in den US-Charts erfolgreich (#14), was Johnnie Ray (mit dem Buddy Cole Quartet, Columbia 39961) mit seiner Version 1953 erneut gelang, als der Sänger auf Platz 8 der Billboard Hot 100 und auf Platz 6 der britischen Charts gelangte.
Die erste Strophe des Songs lautet:
Somebody stole my gal
Somebody stole my pal
Somebody came out and took her away
She didn't even say she was leaving today
And Gee! How I hoped she would come to me
Throw her arms around me and comfort me
And see her broken harted lonesome pal
Oh Dear Lord
Somebody stole my gal.

## Weitere Versionen
Zu den weiteren Musikern, die den Song ab September 1923 coverten, gehörten Pete Bontsema (Gennett), Sam Lanin (Cameo) und Fletcher Henderson (Columbia). Der Diskograf Tom Lord listet im Bereich des Jazz insgesamt 263 (Stand 2016) Coverversionen, u. a. von Bix Beiderbecke (1928), Fred Elizalde & His Anglo American Band (1928), Bennie Moten's Kansas City Orchestra (1930), Cab Calloway (1931), Billy Cotton (1931), Fats Waller (1935), Count Basie Orchestra (1940) und Benny Goodman.
1931 veröffentlichten die Max-Fleischer-Studios einen gleichnamigen Zeichentrickfilm;  Verwendung fand der Song auch in der Filmkomödie So ein Pechvogel. Die Coverversion der Original Memphis Five von 1924 (Pathé) fand Verwendung in dem Spielfilm Aviator (2005). In späteren Jahren coverten auch Merle Travis/Joe Maphis, Milton Brown, Harris Brother’s Texans, The Musical Maniacs, Kid Ory, Chet Atkins, Dick Hyman, Bobby Darin, Pee Wee Hunt, Erroll Garner, Jimmy Roselli, Grady Martin, Moe Wechsler, John Serry senior für RCA Records (RCA Thesaurus, 1954) und Mitch Miller den Song.